# NGC 135
NGC 135 (również IC 26 lub PGC 138192) – galaktyka spiralna (S), znajdująca się w gwiazdozbiorze Wieloryba w odległości ok. 335 mln lat świetlnych od Ziemi. Odkrył ją Francis Leavenworth 2 października 1886 roku.